# 潘州 (河南省)
潘州（はんしゅう）は、中国にかつて存在した州。南北朝時代から隋初にかけて、現在の河南省駐馬店市一帯に設置された。
北魏により潘州が立てられた。管轄の郡県に関しては不明である。582年（開皇2年）、隋により潘州は廃止され、淮州に編入された。